# Dolichocolon vicinum
Dolichocolon vicinum là một loài ruồi trong họ Tachinidae.